# Arganda del Rey
Arganda del Rey là một đô thị trong Cộng đồng Madrid, Tây Ban Nha. Đô thị Arganda del Rey có diện tích 79,65 km², dân số theo điều tra năm 2010 của Viện thống kê quốc gia Tây Ban Nha là 53.135 người. Đô thị Arganda del Rey nằm ở khu vực có độ cao 618 mét trên mực nước biển. Cự ly so với Madrid là 22 km.